# Sateliții naturali ai lui Jupiter

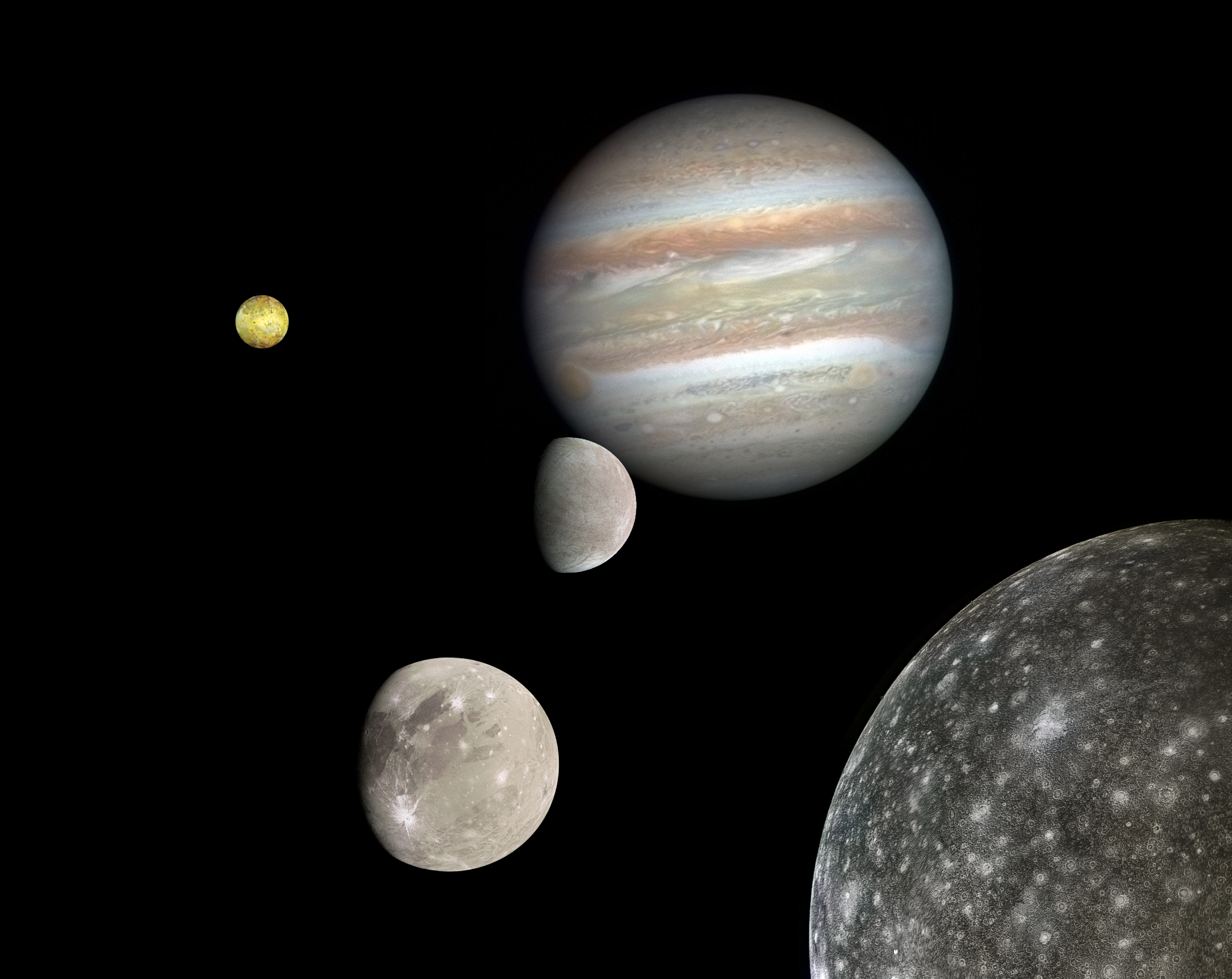
Jupiter și cei mai mari 4 sateliți ai săi.
(Imaginea este un montaj: nu poate exista în realitate un astfel de aliniament)

Există 97 de sateliți cunoscuți ai lui Jupiter, fără a lua în calcul un număr de satelici mici care probabil au fost aruncați de pe sateliții interiori. Toate împreună, formează un sistem de satelit care se numește sistemul Jovian. Cele mai masive dintre sateliți sunt cei patru sateliți galileeni: Io, Europa, Ganymede și Callisto, care au fost descoperiți în mod independent în 1610 de Galileo Galilei și Simon Marius și au fost primele obiecte găsite care orbitează un corp care nu era nici Pământul, nici Soarele. Mult mai recent, începând cu 1892, au fost detectate zeci de sateliți jovieni mult mai mici și au primit nume ale iubitorilor (sau alți parteneri) sau fiicelor zeului roman Jupiter sau echivalentul său grec Zeus. Sateliții galileeni sunt de departe cele mai mari și mai masive obiecte care-l orbitează pe Jupiter, restul de 91 de sateliți cunoscuți și inelele compunând împreună doar 0,003% din masa totală care orbitează.
Dintre sateliții lui Jupiter, opt sunt sateliți regulați cu orbite prograde și aproape circulare, care nu sunt foarte înclinate față de planul ecuatorial al lui Jupiter. Sateliții galileeni au o formă aproape sferică datorită masei lor planetare și, prin urmare, ar fi considerați cel puțin planete pitice dacă ar fi pe orbită directă în jurul Soarelui. Ceilalți patru sateliți obișnuiți sunt mult mai mici și mai aproape de Jupiter; acestea servesc ca surse de praf care formează inelele lui Jupiter. Restul sateliților lui Jupiter sunt sateliți neregulați ale căror orbite prograde și retrograde sunt mult mai îndepărtate de Jupiter și au înclinații și excentricități mari. Acești sateliți au fost probabil capturați de Jupiter de pe orbite solare. Douăzeci și trei dintre sateliții neregulați nu au fost încă numiți oficial.

## Caracteristici

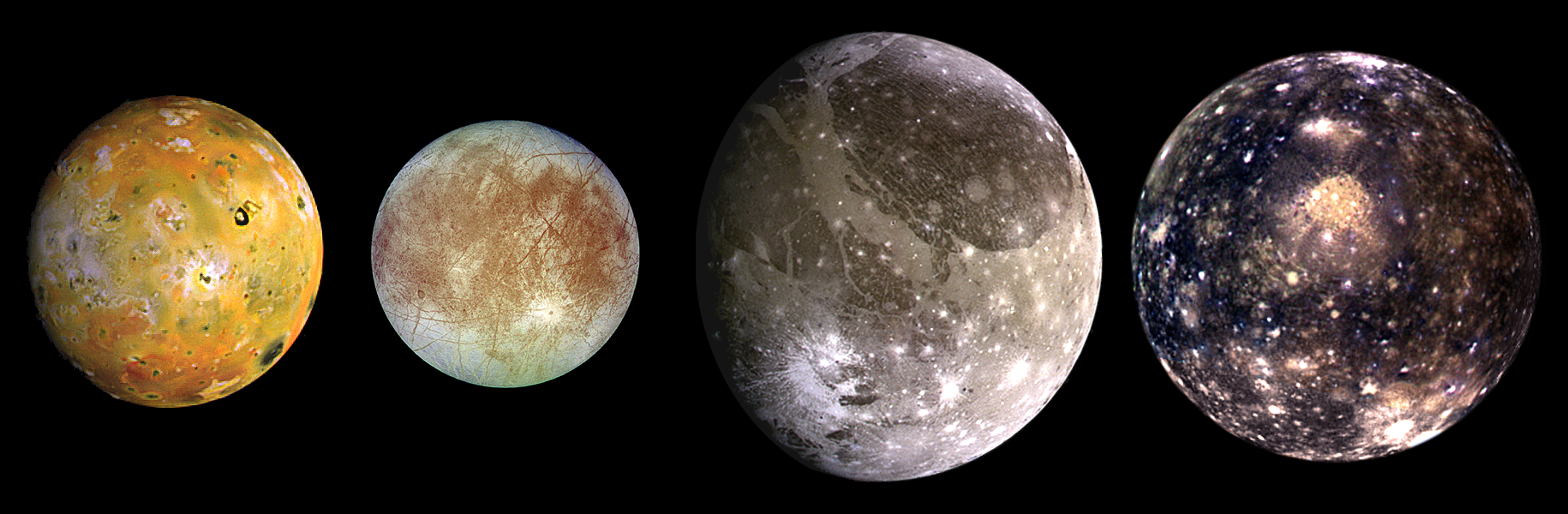
Sateliții galileeni. De la stânga la dreapta, în ordinea creșterii distanței față de Jupiter: Io ; Europa ; Ganymede ; Callisto.

Caracteristicile fizice și orbitale ale sateliților variază foarte mult. Cei patru galileeni au peste 3.100 kilometri (1.900 mi) în diametru; cel mai mare Galilean, Ganymede, este al nouălea obiect ca mărime din Sistemul Solar, după Soare și șapte dintre planete, Ganymede fiind mai mare decât Mercur. Toți ceilalți sateliți jovieni au mai puțin de 250 kilometri (160 mi) în diametru, majoritatea cu abia depășind 5 kilometri (3,1 mi).  Formele lor orbitale variază de la aproape perfect circular la extrem de excentric și înclinat, iar multe se rotesc în direcția opusă rotației lui Jupiter ( mișcare retrogradă ). Perioadele orbitale variază de la șapte ore (luând mai puțin timp decât îi ia lui Jupiter pentru a se roti în jurul axei sale), până la aproximativ trei mii de ori mai mult (aproape trei ani pământeni).

## Origine și evoluție

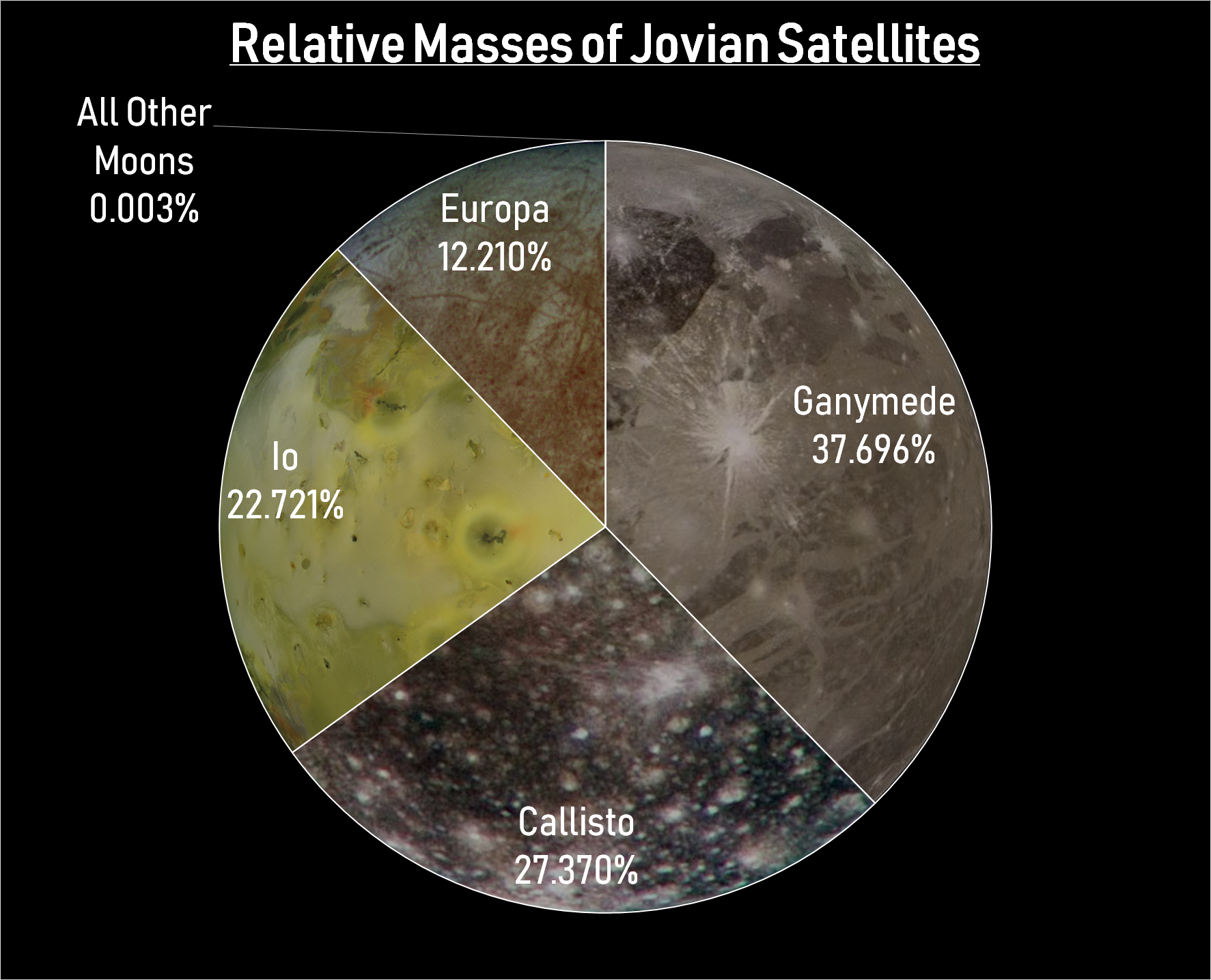
Masele relative ale sateliților jovieni. Cei mai mici decât Europa nu sunt vizibili la această scară și combinați ar fi vizibili doar la o mărire de 100×.

Se crede că sateliții obișnuiți ai lui Jupiter s-au format dintr-un disc circumplanetar, un inel de gaz în acumulare și resturi solide, similar unui disc protoplanetar   Ei pot fi rămășițele a mulți sateliți de masă galileană care s-au format la începutul istoriei lui Jupiter.  
Simulările sugerează că, în timp ce discul avea o masă relativ mare la un moment dat, de-a lungul timpului a trecut prin el o fracțiune substanțială (câteva zeci de procente) din masa lui Jupiter capturată din nebuloasa solară. Cu toate acestea, doar 2% din masa proto-discului lui Jupiter este necesară pentru a explica sateliții existenți.  Astfel, mai multe generații de sateliți de masă galileană ar fi putut fi în istoria timpurie a lui Jupiter. Fiecare generație de sateiți s-ar fi putut prăpușii în Jupiter, din cauza tragerii de pe disc, sateliți noi formându-se apoi din noile resturi capturate din nebuloasa solară.  Până la formarea actualei (posibil a cincea) generație, discul se subțiase astfel încât să nu mai interfereze foarte mult cu orbitele sateliților.  Actualii sateliți galileeni au fost încă afectați, căzând în și fiind parțial protejați de o rezonanță orbitală între ei, care încă există pentru Io, Europa și Ganymede: ei sunt într-o rezonanță de 1:2:4. Masa mai mare a lui Ganymede înseamnă că ar fi migrat spre interior cu un ritm mai rapid decât Europa sau Io. Disiparea mareică în sistemul jovian este încă în desfășurare și Callisto va fi probabil capturat în rezonanță în aproximativ 1,5 miliarde de ani, creând un lanț 1:2:4:8.
Se crede că sateliții exteriori, neregulați, au provenit din asteroizi capturați, în timp ce discul protolunar era încă suficient de masiv pentru a absorbi o mare parte din impulsul lor și, astfel, a le capta pe orbită. Se crede că mulți au fost destrămați de solicitările mecanice în timpul capturii sau ulterior prin ciocniri cu alte corpuri mici, producând sateliții pe care le vedem astăzi. 

## Descoperire

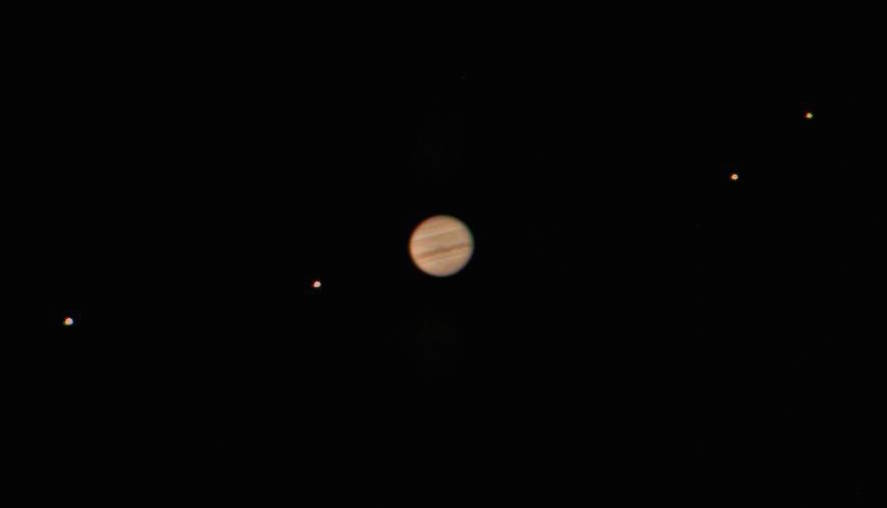
Jupiter și sateliții galileeni printr-un telescop de 25 cm Meade LX200.

Numărul de sateliți cunoscuți pentru fiecare dintre cele patru planete exterioare până în octombrie 2019. Jupiter are în prezent 80 de sateliți cunoscuți.

Istoricul chinez Xi Zezong a susținut că cea mai veche înregistrare a unui satelit jovian (Ganymede sau Callisto) a fost o notă a astronomului chinez Gan De a unei observații în jurul anului 364 î.Hr. referitoare la o „stea roșiatică”.  Cu toate acestea, primele observații certe ale sateliților lui Jupiter au fost cele ale lui Galileo Galilei în 1609.  Până în ianuarie 1610, el a văzut cei patru sateliți masivi galileeni cu telescopul său cu mărire de 20× și și-a publicat rezultatele în martie 1610. 
Simon Marius descoperise independent sateliții la o zi după Galileo, deși nu și-a publicat cartea pe acest subiect până în 1614. Chiar și așa, numele pe care Marius le-a atribuit sunt folosite astăzi: Ganymede, callisto, Io și Europa.  Nu au fost descoperiți sateliți suplimentari până când EE Barnard a observat-o pe Amalthea în 1892. 
Cu ajutorul fotografiei telescopice, au urmat rapid descoperiri suplimentare de-a lungul secolului al XX-lea. Himalia a fost descoperită în 1904,  Elara în 1905,  Pasiphae în 1908,  Sinope în 1914,  Lysithea și Carme în 1938,  Ananke în 1951,  și Leda în 1974  Până în momentul în care sondele spațiale Voyager au ajuns la Jupiter, în jurul anului 1979, au fost descoperite 13 sateliți, fără a include Themisto, care fusese observat în 1975,  dar a fost pierdut până în 2000 din cauza datelor insuficiente de observație inițială. Sonda spațială Voyager a descoperit încă trei sateliți interiori în 1979: Metis, Adrastea și Thebe. 
Nu au fost descoperiți sateliți suplimentari timp de două decenii, dar între octombrie 1999 și februarie 2003, cercetătorii au descoperit încă 34 de sateliți folosind detectoare sensibile de la sol.  Acestea sunt sateliți mici, pe orbite lungi, excentrice, în general retrograde și cu o medie de 3 kilometri (1,9 mi) în diametru, cel mai mare având doar 9 kilometri (5,6 mi). Se crede că toți acești sateliți au fost asteroizi sau poate comete capturate, posibil fragmentate în mai multe bucăți.  
Până în 2015, au fost descoperite un total de 15 sateliți suplimentari.  Alți doi au fost descoperiți în 2017 de echipa condusă de Scott S. Sheppard de la Carnegie Institution for Science, ducând totalul la 69.  La 17 iulie 2018, Uniunea Astronomică Internațională a confirmat că echipa lui Sheppard a descoperit încă zece sateliți în jurul lui Jupiter, ducând numărul total la 79.  Printre aceștia se numără Valetudo, care are o orbită progradă, dar se încrucișează cu mai mulți sateliți care au orbite retrograde, făcând probabil o eventuală coliziune – la un moment dat pe o scară de timp de miliarde de ani. 
În septembrie 2020, cercetătorii de la Universitatea din Columbia Britanică au identificat 45 de sateliți candidați dintr-o analiză a imaginilor de arhivă realizate în 2010 de Telescopul Canada-Franța-Hawaii.  Acești candidați au fost în principal mici și slabi, până la o magnitudine de 25,7 sau peste 800 m (0,50 mi). în diametru. Din numărul de sateliți candidați detectați într-o zonă a cerului de un grad pătrat, echipa a extrapolat că populația de sateliți retrograzi jovieni mai strălucitori decât magnitudinea 25,7 este de aproximativ 600, cu un factor de 2.  Deși echipa consideră că candidații lor caracterizați sunt probabil sateliți ai lui Jupiter, toți rămân neconfirmați din cauza datelor lor de observare insuficiente pentru a determina orbitele fiabile pentru fiecare dintre ei. 

## Denumire

Sateliții galileeni în jurul lui Jupiter
Jupiter
Io
Europa
Ganymede
Callisto

Sateliții galileeni ai lui Jupiter ( Io, Europa, Ganymede și Callisto ) au fost numiți de Simon Marius la scurt timp după descoperirea lor în 1610.  Cu toate acestea, aceste nume au ieșit din uz până în secolul al XX-lea. În schimb, literatura astronomică s-a referit pur și simplu la „Jupiter I”, „Jupiter II”, etc., sau „primul satelit al lui Jupiter”, „al doilea satelit al lui Jupiter” și așa mai departe.  Numele Io, Europa, Ganymede și Callisto au devenit populare la mijlocul secolului al XX-lea,  în timp ce restul sateliților au rămas nenumiți și au fost de obicei numerotați cu cifre romane V (5) până la XII (12).   Jupiter V a fost descoperit în 1892 și a primit numele Amalthea printr-o convenție populară, deși neoficială, un nume folosit pentru prima dată de astronomul francez Camille Flammarion.  
Ceilalți sateliți au fost pur și simplu etichetați cu cifra lor romană (de ex Jupiter IX) în majoritatea literaturii astronomice până în anii 1970.  Au fost făcute mai multe sugestii diferite pentru numele sateliților exteriori ai lui Jupiter, dar niciuna nu a fost universal acceptată până în 1975, când Grupul operativ al Uniunii Astronomice Internaționale (IAU) pentru Nomenclatura Sistemului Solar Exterior a acordat nume sateliților V–XIII  și a prevăzut pentru un proces formal de denumire pentru viitorii sateliți încă de descoperit.  Practica a fost de a numi sateliții nou descoperiți ai lui Jupiter după iubitorii și favoriții zeului Jupiter ( Zeus ) și, din 2004, și după descendenții lor.  Toți sateliții lui Jupiter de la XXXIV ( Euporie ) încolo sunt numiți după descendenții lui Jupiter sau Zeus,  cu excepția LIII ( Dia ), numită după o iubitoare a lui Jupiter. Numele care se termină cu „a” sau „o” sunt folosite pentru sateliții neregulați prograzi (acesta din urmă pentru sateliții cu înclinație mare), iar numele care se termină cu „e” sunt folosite pentru neregulați retrograzi.  Odată cu descoperirea unor sateliți mai mici, de mărimea unui kilometru, în jurul lui Jupiter, IAU a stabilit o convenție suplimentară pentru a limita denumirea satelițior mici cu magnitudini absolute mai mari de 18 sau diametre mai mici de 1 km (0,62 mi).  Unii dintre cei mai recent confirmați sateliți nu au primit nume.
Unii asteroizi au aceleași nume cu sateliții lui Jupiter: 9 Metis, 38 Leda, 52 Europa, 85 Io, 113 Amalthea, 239 Adrastea. Încă doi asteroizi au împărtășit anterior numele sateliților jovieni până când diferențele de ortografie au fost făcute permanente de către IAU: Ganymede și asteroidul 1036 Ganymed ; și Callisto și asteroidul 204 Kallisto.

## Grupuri

Orbitele sateliților neregulați ai lui Jupiter și modul în care aceștia se grupează în grupuri: după semiaxa mare (axa orizontală în Gm); prin înclinarea orbitală (axa verticală); și excentricitatea orbitală (liniile galbene). Dimensiunile relative sunt indicate de cercuri.

### Sateliți regulați
Aceștia au orbite prograde și aproape circulare cu înclinații scăzute și sunt împărțiți în două grupuri:
- Sateliții interiori sau grupul Amalthea : Metis, Adrastea, Amalthea și Thebe. Acestea orbitează foarte aproape de Jupiter; cei doi mai interiori orbitează în mai puțin de o zi joviană. Ultimimii doi sunt, respectiv, al cincilea și, respectiv, al șaptelea cel mai mare satelit din sistemul jovian. Observațiile sugerează că cel puțin cel mai mare membru, Amalthea, nu s-a format pe orbita sa actuală, ci mai departe de planetă sau că este un corp capturat din Sistemul Solar. [41] Acești sateliți, împreună cu un număr de sateliți mici interiori văzuți și încă nevăzuți (vezi Amalthea ), reînnoiesc și mențin sistemul inelar slab al lui Jupiter. Metis și Adrastea ajută la menținerea inelului principal al lui Jupiter, în timp ce Amalthea și Thebe își mențin fiecare inelele exterioare slabe. [42] [43]
- Grupul principal sau Sateliții galileeni : Io, Europa, Ganymede și Callisto. Ele sunt unele dintre cele mai mari obiecte din Sistemul Solar în afara Soarelui și cele opt planete în termeni de masă, mai mari decât orice planetă pitică cunoscută. Ganymede depășește (și callisto aproape egalează) chiar și planeta Mercur în diametru, deși sunt mai puțin masivi. Ei sunt, respectiv, al patrulea, al șaselea, primul și al treilea sateliți naturali ca mărime din Sistemul Solar, conținând aproximativ 99,997% din masa totală pe orbită în jurul lui Jupiter, în timp ce Jupiter este de aproape 5.000 de ori mai masiv decât sateliții galileeni. Sateliții interiori sunt într-o rezonanță orbitală 1:2:4. Modelele sugerează că s-au format prin acreție lentă în subnebuloasa Joviană de densitate scăzută - un disc de gaz și praf care a existat în jurul lui Jupiter după formarea sa - care a durat până la 10 milioane de ani în cazul lui Callisto. [44] Europa, Ganymede și Callisto sunt suspectați că au oceane de apă subterană, [45] [46] și Io ar putea avea un ocean de magmă subterană. [47]

### Sateliți neregulați

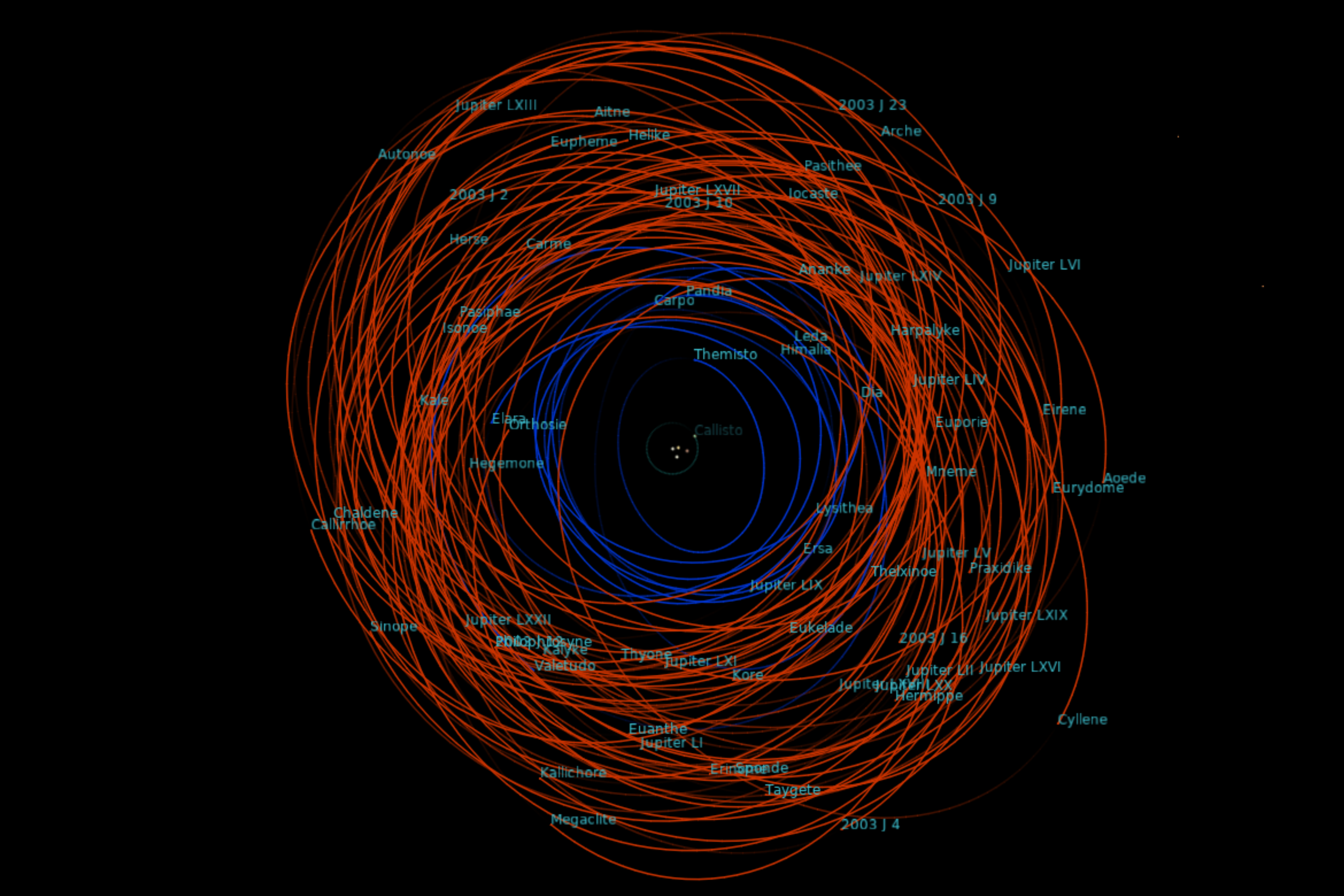
Orbitele și pozițiile sateliților neregulați ai lui Jupiter începând cu 1 ianuarie 2021. Orbitele prograde sunt colorate în albastru, în timp ce orbitele retrograde sunt colorate în roșu.

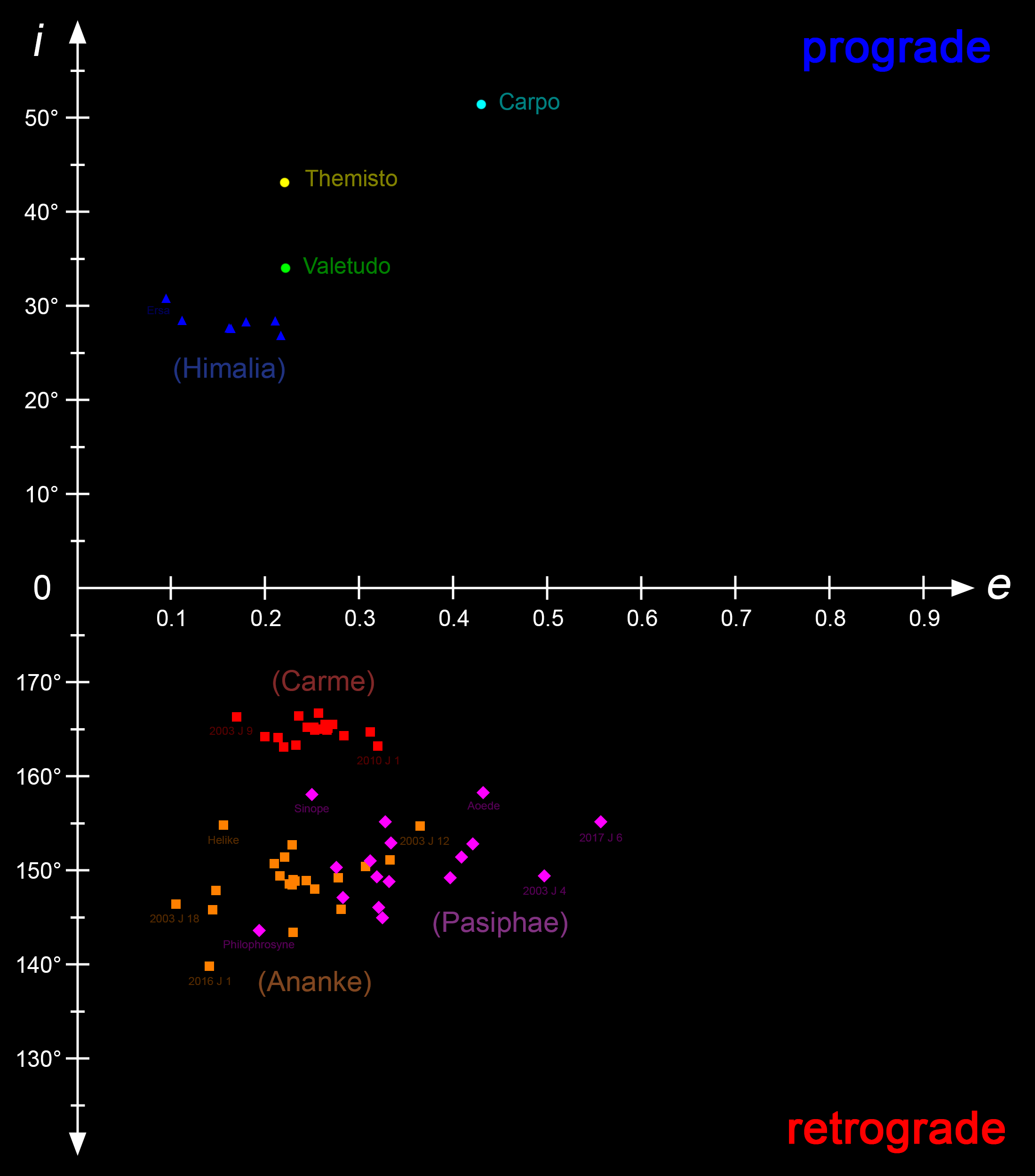
Înclinații (°) vs. excentricități ale sateliților neregulați ai lui Jupiter, cu grupurile majore identificate. Date din 2021.

Sateliții neregulați sunt obiecte substanțial mai mici, cu orbite mai îndepărtate și mai excentrice. Ei formează familii cu asemănări comune în orbită ( semiaxă mare, înclinație, excentricitate ) și compoziție; se crede că acestea sunt familii cel puțin parțial colizionale care au fost create atunci când corpurile părinte mai mari (dar încă mici) au fost spulberate de impacturi cu asteroizi capturați de câmpul gravitațional al lui Jupiter. Aceste familii poartă numele celor mai mari membri ai lor. Identificarea familiilor de sateliți este provizorie, dar următoarele sunt de obicei enumerate:   
- Sateliți prograzi :
  - Themisto este satelitul neregulat cel mai interior și nu face parte din nicio familie cunoscută. [51] [52]
  - Grupul Himalia este întins pe abia 1,4 Gm în semiaxe mari, 1,6° în înclinație (27,5 ± 0,8°), și excentricități între 0,11 și 0,25. S-a sugerat că grupul ar putea fi o rămășiță a spargerii unui asteroid din centura de asteroizi. [52]
  - Carpo este un alt satelit prograd și nu face parte dintr-o familie cunoscută. Are cea mai mare înclinație dintre toți sateliții prograzi. [51]
  - Valetudo este cel mai îndepărtat satelit prograd și nu face parte dintr-o familie cunoscută. Orbita sa progradă se intersectează cu mai mulți sateliți care au orbite retrograde și se poate ciocni în viitor cu ei. [53]
- Sateliți retrograzi :
  - Grupul Carme este întins pe doar 1,2 Gm în semiaxe mari, 1,6° în înclinație (165,7 ± 0,8°), și excentricități între 0,23 și 0,27. Are o culoare foarte omogenă (roșu deschis) și se crede că provine dintr-un asteroid progenitor de tip D, posibil un troian Jupiter. [54]
  - Grupul Ananke are o răspândire relativ mai largă decât grupurile anterioare, peste 2,4 Gm în semiaxa mare, 8,1° în înclinație (între 145,7° și 154,8°), și excentricități între 0,02 și 0,28. Majoritatea membrilor par gri și se crede că s-au format din ruperea unui asteroid capturat. [54]
  - Grupul Pasiphae este destul de dispersat, cu o răspândire de peste 1,3 Gm, înclinații între 144,5° și 158,3° și excentricități între 0,25 și 0,43. [54] Culorile variază, de asemenea, semnificativ, de la roșu la gri, care ar putea fi rezultatul unor ciocniri multiple. Sinope, uneori inclus în grupul Pasiphae, [54] este roșu și, având în vedere diferența de înclinare, ar fi putut fi capturat independent; [52] Pasiphae și Sinope sunt, de asemenea, prinse în rezonanțe seculare cu Jupiter. [55]

## Listă
sateliții lui Jupiter sunt enumerați mai jos în funcție de perioada orbitală. Sateliții suficient de masivi pentru ca suprafețele lor să se prăbușească într-un sferoid sunt evidențiate cu caractere aldine. Aceștia sunt cei patru sateliți galileeni, care sunt comparabili ca mărime cu Luna. Ceilalți sateliți sunt mult mai mici, cel mai puțin masiv satelit galilean fiind de peste 7.000 de ori mai masiv decât cel mai masiv dintre ceilalți sateliți. Orbitele și distanțele medii ale sateliților neregulați sunt puternic variabile pe perioade scurte de timp din cauza perturbațiilor planetare și solare frecvente,  prin urmare, elementele orbitale enumerate ale tuturor sateliților neregulați sunt mediate pe o integrare numerică de 400 de ani. Elementele lor orbitale se bazează toate pe epoca de 1 ianuarie 2000.  O serie de alți sateliți au fost observați doar prntru un an sau doi, dar au orbite suficient de decente pentru a fi ușor măsurabile în prezent. 
| Legendă            | Legendă              | Legendă              | Legendă          | Legendă        | Legendă         | Legendă        | Legendă           |
| ------------------ | -------------------- | -------------------- | ---------------- | -------------- | --------------- | -------------- | ----------------- |
| Sateliți interiori | ♠ Sateliți Galileeni | † Sateliți negrupați | ♣ Grupul Himalia | § Grupul Carpo | ♦ Grupul Ananke | ♥ Grupul Carme | ‡ Grupul Pasiphae |

| Etichetă | Nume           | Pronunție (cheie) | Imagine | Magn. abs. | Diametru (km)               | Masă (×1016 kg) | Semiaxa mare (km) | Periodă orbital (grade) | Încinație (°) | Excentricitate | Anul descoperirii | Anul anunțării | Descopritor                     | Grup     |  |
| -------- | -------------- | ----------------- | ------- | ---------- | --------------------------- | --------------- | ----------------- | ----------------------- | ------------- | -------------- | ----------------- | -------------- | ------------------------------- | -------- |  |
| XVI      | Metis          | /'me.tis/         |         | 10.5       | 43 (60 × 40 × 34)           | ≈ 3.6           | 128000            | +0.2948 (+7h 04m 29s)   | 0.060         | 0.0002         | 1979              | 1980           | Synnott (Voyager 1)             | Interior |  |
| XV       | Adrastea       | /a.dras'te.a/     |         | 12.0       | 16.4 (20 × 16 × 14)         | ≈ 0.20          | 129000            | +0.2983 (+7h 09m 30s)   | 0.030         | 0.0015         | 1979              | 1979           | Jewitt (Voyager 2)              | Interior |  |
| V        | Amalthea       | /a.mal'te.a/      |         | 7.1        | 167 (250 × 146 × 128)       | 208             | 181400            | +0.4999 (+11h 59m 53s)  | 0.374         | 0.0032         | 1892              | 1892           | Barnard                         | Interior |  |
| XIV      | Thebe          | /'te.be/          |         | 9.0        | 98.6 (116 × 98 × 84)        | ≈ 43            | 221900            | +0.6761 (+16h 13m 35s)  | 1.076         | 0.0175         | 1979              | 1980           | Synnott (Voyager 1)             | Interior |  |
| I        | Io♠            | /'i.o/            |         | −1.7       | 3643.2 (3660 × 3637 × 3631) | 8931900         | 421800            | +1.7627                 | 0.050         | 0.0041         | 1610              | 1610           | Galileo                         | Galilean |  |
| II       | Europa♠        | /e.u'ro.pa/       |         | −1.4       | 3121.6                      | 4799800         | 671100            | +3.5255                 | 0.470         | 0.0090         | 1610              | 1610           | Galileo                         | Galilean |  |
| III      | Ganymede♠      | /ga.ni'me.de/     |         | −2.1       | 5268.2                      | 14819000        | 1070400           | +7.1556                 | 0.200         | 0.0013         | 1610              | 1610           | Galileo                         | Galilean |  |
| IV       | Callisto♠      | /ca'lis.to/       |         | −1.2       | 4820.6                      | 10759000        | 1882700           | +16.690                 | 0.192         | 0.0074         | 1610              | 1610           | Galileo                         | Galilean |  |
| XVIII    | Themisto†      | /te'mis.to/       |         | 12.9       | 9                           | ≈ 0.038         | 7398500           | +130.03                 | 43.8          | 0.340          | 1975/2000         | 1975           | Kowal & Roemer/ Sheppard et al. | Themisto |  |
| XIII     | Leda♣          | /'le.da/          |         | 12.7       | 21.5                        | ≈ 0.52          | 11146400          | +240.93                 | 28.6          | 0.162          | 1974              | 1974           | Kowal                           | Himalia  |  |
| LXXI     | Ersa♣          | /'er.sa/          |         | 15.9       | 3                           | ≈ 0.0014        | 11401000          | +249.23                 | 29.1          | 0.116          | 2018              | 2018           | Sheppard et al.                 | Himalia  |  |
| VI       | Himalia♣       | /hi'ma.li.a/      |         | 7.9        | 139.6 (150 × 120)           | 420             | 11440600          | +250.56                 | 28.1          | 0.160          | 1904              | 1905           | Perrine                         | Himalia  |  |
| K        | S/2018 J 2♣    |                   |         | 16.5       | 3                           | ≈ 0.0014        | 11467500          | +250.88                 | 29.4          | 0.118          | 2018              | 2022           | Sheppard                        | Himalia  |  |
| LXV      | Pandia♣        | /'pan.di.a/       |         | 16.2       | 3                           | ≈ 0.0014        | 11481000          | +251.91                 | 29.0          | 0.179          | 2017              | 2018           | Sheppard et al.                 | Himalia  |  |
| X        | Lysithea♣      | /li.si'te.a/      |         | 11.2       | 42.2                        | ≈ 3.9           | 11700800          | +259.20                 | 27.2          | 0.117          | 1938              | 1938           | Nicholson                       | Himalia  |  |
| VII      | Elara♣         | /e'la.ra/         |         | 9.6        | 79.9                        | ≈ 27            | 11712300          | +259.64                 | 27.9          | 0.211          | 1905              | 1905           | Perrine                         | Himalia  |  |
| I        | S/2011 J 3♣    |                   |         | 16.3       | 3                           | ≈ 0.0014        | 11797200          | +261.77                 | 28.7          | 0.176          | 2011              | 2022           | Sheppard                        | Himalia  |  |
| LIII     | Dia♣           | /'di.a/           |         | 16.3       | 4                           | ≈ 0.0034        | 12260300          | +278.21                 | 29.0          | 0.232          | 2000              | 2001           | Sheppard et al.                 | Himalia  |  |
| N        | S/2018 J 4§    |                   |         | 16.7       | ≈ 2                         | ≈ 0.00042       | 16504300          | +433.16                 | 53.2          | 0.057          | 2018              | 2023           | Sheppard                        | Carpo    |  |
| XLVI     | Carpo§         | /car'po/          |         | 16.1       | 3                           | ≈ 0.0014        | 17042300          | +456.29                 | 53.2          | 0.416          | 2003              | 2003           | Sheppard et al.                 | Carpo    |  |
| LXII     | Valetudo†      | /va.le'tu.do/     |         | 17.0       | 1                           | ≈ 0.000052      | 18694200          | +527.61                 | 34.5          | 0.217          | 2016              | 2018           | Sheppard et al.                 | Valetudo |  |
| XXXIV    | Euporie♦       | /e.u'po.ri.e/     |         | 16.3       | 2                           | ≈ 0.00042       | 19265800          | −550.69                 | 145.7         | 0.148          | 2001              | 2002           | Sheppard et al.                 | Ananke   |  |
| LV       | S/2003 J 18♦   |                   |         | 16.5       | 2                           | ≈ 0.00042       | 20336300          | −598.12                 | 145.3         | 0.090          | 2003              | 2003           | Gladman et al.                  | Ananke   |  |
| L        | S/2021 J 1♦    |                   |         | 17.3       | 2                           | ≈ 0.000052      | 20667200          | −606.99                 | 149.8         | 0.246          | 2021              | 2023           | Sheppard                        | Ananke   |  |
| LX       | Eupheme♦       | /e.u'fe.me/       |         | 16.6       | 2                           | ≈ 0.00042       | 20768600          | −617.73                 | 148.0         | 0.241          | 2003              | 2003           | Sheppard et al.                 | Ananke   |  |
| LII      | S/2010 J 2♦    |                   |         | 17.3       | 1                           | ≈ 0.000052      | 20793000          | −618.84                 | 148.1         | 0.248          | 2010              | 2011           | Veillet                         | Ananke   |  |
| LIV      | S/2016 J 1♦    |                   |         | 16.8       | 1                           | ≈ 0.000052      | 20802600          | −618.49                 | 144.7         | 0.232          | 2016              | 2017           | Sheppard et al.                 | Ananke   |  |
| XL       | Mneme♦         | /'mne.me/         |         | 16.3       | 2                           | ≈ 0.00042       | 20821000          | −620.07                 | 148.0         | 0.247          | 2003              | 2003           | Gladman et al.                  | Ananke   |  |
| XXXIII   | Euanthe♦       | /e.'u̯an.te/       |         | 16.4       | 3                           | ≈ 0.0014        | 20827000          | −620.44                 | 148.0         | 0.239          | 2001              | 2002           | Sheppard et al.                 | Ananke   |  |
| E        | S/2003 J 16♦   |                   |         | 16.3       | 2                           | ≈ 0.00042       | 20882600          | −622.88                 | 148.0         | 0.243          | 2003              | 2003           | Gladman et al.                  | Ananke   |  |
| XXII     | Harpalyke♦     | /har.pa'li.ke/    |         | 15.9       | 4                           | ≈ 0.0034        | 20892100          | −623.32                 | 147.7         | 0.232          | 2000              | 2001           | Sheppard et al.                 | Ananke   |  |
| XXXV     | Orthosie♦      | /or'to.si.e/      |         | 16.7       | 2                           | ≈ 0.00042       | 20901000          | −622.59                 | 144.3         | 0.299          | 2001              | 2002           | Sheppard et al.                 | Ananke   |  |
| W        | S/2022 J 3♦    |                   |         | 17.4       | ≈ 1                         | ≈ 0.000052      | 20912400          | −617.82                 | 144.5         | 0.272          | 2022              | 2023           | Sheppard                        | Ananke   |  |
| XLV      | Helike♦        | /he'li.ke/        |         | 16.0       | 4                           | ≈ 0.0034        | 20915700          | −626.33                 | 154.4         | 0.153          | 2003              | 2003           | Sheppard et al.                 | Ananke   |  |
| XXVII    | Praxidike♦     | /prak.si'di.ke/   |         | 14.9       | 7                           | ≈ 0.018         | 20935400          | −625.39                 | 148.3         | 0.246          | 2000              | 2001           | Sheppard et al.                 | Ananke   |  |
| LXIV     | S/2017 J 3♦    |                   |         | 16.5       | 2                           | ≈ 0.00042       | 20941000          | −625.60                 | 147.9         | 0.231          | 2017              | 2018           | Sheppard et al.                 | Ananke   |  |
| D        | S/2003 J 12♦   |                   |         | 17.0       | 1                           | ≈ 0.000052      | 20963100          | −627.24                 | 150.0         | 0.235          | 2003              | 2003           | Sheppard et al.                 | Ananke   |  |
| LXVIII   | S/2017 J 7♦    |                   |         | 16.6       | 2                           | ≈ 0.00042       | 20964800          | −626.56                 | 147.3         | 0.233          | 2017              | 2018           | Sheppard et al.                 | Ananke   |  |
| XLII     | Thelxinoe♦     | /telk.si'no.e/    |         | 16.3       | 2                           | ≈ 0.00042       | 20976000          | −628.03                 | 150.6         | 0.228          | 2003              | 2004           | Sheppard et al.                 | Ananke   |  |
| XXIX     | Thyone♦        | /ti'o.ne/         |         | 15.8       | 4                           | ≈ 0.0034        | 20978000          | −627.18                 | 147.5         | 0.233          | 2001              | 2002           | Sheppard et al.                 | Ananke   |  |
| A        | S/2003 J 2♦    |                   |         | 16.7       | 2                           | ≈ 0.00042       | 20997700          | −628.79                 | 150.2         | 0.225          | 2003              | 2003           | Sheppard et al.                 | Ananke   |  |
| XII      | Ananke♦        | /a'nan.ke/        |         | 11.7       | 29.1                        | ≈ 1.3           | 21034500          | −629.79                 | 147.6         | 0.237          | 1951              | 1951           | Nicholson                       | Ananke   |  |
| XXIV     | Iocaste♦       | /jo'kas.te/       |         | 15.4       | 5                           | ≈ 0.0065        | 21066700          | −631.59                 | 148.8         | 0.227          | 2000              | 2001           | Sheppard et al.                 | Ananke   |  |
| XXX      | Hermippe♦      | /her'mi.pe/       |         | 15.6       | 4                           | ≈ 0.0034        | 21108500          | −633.90                 | 150.2         | 0.219          | 2001              | 2002           | Sheppard et al.                 | Ananke   |  |
| P        | S/2021 J 2♦    |                   |         | 17.3       | ≈ 1                         | ≈ 0.000052      | 21140600          | −627.96                 | 150.1         | 0.341          | 2021              | 2023           | Sheppard                        | Ananke   |  |
| Q        | S/2021 J 3♦    |                   |         | 17.2       | ≈ 2                         | ≈ 0.00042       | 21495700          | −643.85                 | 150.1         | 0.356          | 2021              | 2023           | Sheppard                        | Ananke   |  |
| LXX      | S/2017 J 9♦    |                   |         | 16.1       | 3                           | ≈ 0.0014        | 21768700          | −666.11                 | 155.5         | 0.200          | 2017              | 2018           | Sheppard et al.                 | Ananke   |  |
| U        | S/2022 J 1♥    |                   |         | 17.0       | ≈ 1                         | ≈ 0.000052      | 22015500          | −667.34                 | 165.4         | 0.191          | 2022              | 2023           | Sheppard                        | Carme    |  |
| V        | S/2022 J 2♥    |                   |         | 17.6       | ≈ 1                         | ≈ 0.000052      | 22413200          | −685.51                 | 165.4         | 0.182          | 2022              | 2023           | Sheppard                        | Carme    |  |
| LVIII    | Philophrosyne‡ | /fi.lo.fro'si.ne/ |         | 16.7       | 2                           | ≈ 0.00042       | 22604600          | −702.54                 | 146.3         | 0.229          | 2003              | 2003           | Sheppard et al.                 | Pasiphae |  |
| J        | S/2016 J 3♥    |                   |         | 16.7       | 2                           | ≈ 0.00042       | 22213500          | −676.37                 | 164.1         | 0.236          | 2016              | 2023           | Sheppard                        | Carme    |  |
| M        | S/2018 J 3♥    |                   |         | 17.3       | ≈ 1                         | ≈ 0.000052      | 22826600          | −704.56                 | 164.9         | 0.273          | 2021              | 2023           | Sheppard                        | Carme    |  |
| S        | S/2021 J 5♥    |                   |         | 16.8       | ≈ 2                         | ≈ 0.00042       | 22831800          | −704.80                 | 163.2         | 0.200          | 2021              | 2023           | Sheppard et al.                 | Carme    |  |
| XXXVIII  | Pasithee♥      | /pa.si'te.e/      |         | 16.8       | 2                           | ≈ 0.00042       | 22846700          | −719.47                 | 164.6         | 0.270          | 2001              | 2002           | Sheppard et al.                 | Carme    |  |
| LXIX     | S/2017 J 8♥    |                   |         | 17.0       | 1                           | ≈ 0.000052      | 22849500          | −719.76                 | 164.8         | 0.255          | 2017              | 2018           | Sheppard et al.                 | Carme    |  |
| G        | S/2003 J 24♥   |                   |         | 16.6       | 3                           | ≈ 0.0014        | 22887400          | −721.60                 | 164.5         | 0.259          | 2003              | 2021           | Sheppard et al.                 | Carme    |  |
| XXXII    | Eurydome‡      | /e.u.ri'do.me/    |         | 16.2       | 3                           | ≈ 0.0014        | 22899000          | −717.31                 | 149.1         | 0.294          | 2001              | 2002           | Sheppard et al.                 | Pasiphae |  |
| LVI      | S/2011 J 2‡    |                   |         | 16.8       | 1                           | ≈ 0.000052      | 22909200          | −718.32                 | 151.9         | 0.355          | 2011              | 2012           | Sheppard et al.                 | Pasiphae |  |
| B        | S/2003 J 4‡    |                   |         | 16.7       | 2                           | ≈ 0.00042       | 22926500          | −718.10                 | 148.2         | 0.328          | 2003              | 2003           | Sheppard et al.                 | Pasiphae |  |
| XXI      | Chaldene♥      | /kal'de.ne/       |         | 16.0       | 4                           | ≈ 0.0034        | 22930500          | −723.71                 | 164.7         | 0.265          | 2000              | 2001           | Sheppard et al.                 | Carme    |  |
| R        | S/2021 J 4♥    |                   |         | 17.4       | ≈ 1                         | ≈ 0.000052      | 22946700          | −710.13                 | 164.5         | 0.159          | 2021              | 2023           | Sheppard                        | Carme    |  |
| LXIII    | S/2017 J 2♥    |                   |         | 16.4       | 2                           | ≈ 0.00042       | 22953200          | −724.71                 | 164.5         | 0.272          | 2017              | 2018           | Sheppard et al.                 | Carme    |  |
| XXVI     | Isonoe♥        | /i.so'no.e/       |         | 16.0       | 4                           | ≈ 0.0034        | 22981300          | −726.27                 | 164.8         | 0.249          | 2000              | 2001           | Sheppard et al.                 | Carme    |  |
| XLIV     | Kallichore♥    | /ka.li'ko.re/     |         | 16.4       | 2                           | ≈ 0.00042       | 23021800          | −728.26                 | 164.8         | 0.252          | 2003              | 2003           | Sheppard et al.                 | Carme    |  |
| XXV      | Erinome♥       | /e.ri'no.me/      |         | 16.0       | 3                           | ≈ 0.0014        | 23032900          | −728.48                 | 164.4         | 0.276          | 2000              | 2001           | Sheppard et al.                 | Carme    |  |
| XXXVII   | Kale♥          | /'ka.le/          |         | 16.4       | 2                           | ≈ 0.00042       | 23052600          | −729.64                 | 164.6         | 0.262          | 2001              | 2002           | Sheppard et al.                 | Carme    |  |
| LVII     | Eirene♥        | /ei̯'re.ne/        |         | 15.8       | 4                           | ≈ 0.0034        | 23055800          | −729.84                 | 164.6         | 0.258          | 2003              | 2003           | Sheppard et al.                 | Carme    |  |
| XXXI     | Aitne♥         | /a'it.ne/         |         | 16.0       | 3                           | ≈ 0.0014        | 23064400          | −730.10                 | 164.6         | 0.277          | 2001              | 2002           | Sheppard et al.                 | Carme    |  |
| XLVII    | Eukelade♥      | /e.u.ke'la.de/    |         | 15.9       | 4                           | ≈ 0.0034        | 23067400          | −730.30                 | 164.6         | 0.277          | 2003              | 2003           | Sheppard et al.                 | Carme    |  |
| XLIII    | Arche♥         | /'ar.ke/          |         | 16.2       | 3                           | ≈ 0.0014        | 23097800          | −731.88                 | 164.6         | 0.261          | 2002              | 2002           | Sheppard et al.                 | Carme    |  |
| XX       | Taygete♥       | /tai̯'ge.te/       |         | 15.5       | 5                           | ≈ 0.0065        | 23108000          | −732.45                 | 164.7         | 0.253          | 2000              | 2001           | Sheppard et al.                 | Carme    |  |
| LXXII    | S/2011 J 1♥    |                   |         | 16.7       | 2                           | ≈ 0.00042       | 23124500          | −733.21                 | 164.6         | 0.271          | 2011              | 2012           | Sheppard et al.                 | Carme    |  |
| XI       | Carme♥         | /'kar.me/         |         | 10.6       | 46.7                        | ≈ 5.3           | 23144400          | −734.19                 | 164.6         | 0.256          | 1938              | 1938           | Nicholson                       | Carme    |  |
| L        | Herse♥         | /'her.se/         |         | 16.5       | 2                           | ≈ 0.00042       | 23150500          | −734.52                 | 164.4         | 0.262          | 2003              | 2003           | Gladman et al.                  | Carme    |  |
| LXI      | S/2003 J 19♥   |                   |         | 16.6       | 2                           | ≈ 0.00042       | 23156400          | −734.78                 | 164.7         | 0.265          | 2003              | 2003           | Gladman et al.                  | Carme    |  |
| LI       | S/2010 J 1♥    |                   |         | 16.4       | 2                           | ≈ 0.00042       | 23189800          | −736.51                 | 164.5         | 0.252          | 2010              | 2011           | Jacobson et al.                 | Carme    |  |
| C        | S/2003 J 9♥    |                   |         | 16.9       | 1                           | ≈ 0.000052      | 23199400          | −736.86                 | 164.8         | 0.263          | 2003              | 2003           | Sheppard et al.                 | Carme    |  |
| LXVI     | S/2017 J 5♥    |                   |         | 16.5       | 2                           | ≈ 0.00042       | 23206200          | −737.28                 | 164.8         | 0.257          | 2017              | 2018           | Sheppard et al.                 | Carme    |  |
| LXVII    | S/2017 J 6‡    |                   |         | 16.4       | 2                           | ≈ 0.00042       | 23245300          | −733.99                 | 149.7         | 0.336          | 2017              | 2018           | Sheppard et al.                 | Pasiphae |  |
| XXIII    | Kalyke♥        | /ka'li.ke/        |         | 15.4       | 6.9                         | ≈ 0.017         | 23302600          | −742.02                 | 164.8         | 0.260          | 2000              | 2001           | Sheppard et al.                 | Carme    |  |
| XXXIX    | Hegemone‡      | /he.ge'mo.ne/     |         | 15.9       | 3                           | ≈ 0.0014        | 23348700          | −739.81                 | 152.6         | 0.358          | 2003              | 2003           | Sheppard et al.                 | Pasiphae |  |
| T        | S/2021 J 6♥    |                   |         | 17.3       | ≈ 1                         | ≈ 0.000052      | 23427200          | −732.55                 | 166.5         | 0.363          | 2021              | 2023           | Sheppard et al.                 | Carme    |  |
| VIII     | Pasiphae‡      | /pa.si'fa.e/      |         | 10.1       | 57.8                        | ≈ 10            | 23468200          | −743.61                 | 148.4         | 0.412          | 1908              | 1908           | Melotte                         | Pasiphae |  |
| XXXVI    | Sponde‡        | /'spon.de/        |         | 16.7       | 2                           | ≈ 0.00042       | 23543300          | −748.29                 | 149.3         | 0.322          | 2001              | 2002           | Sheppard et al.                 | Pasiphae |  |
|          | S/2003 J 10♥   |                   |         | 16.8       | 2                           | ≈ 0.00042       | 23576300          | −755.43                 | 164.4         | 0.264          | 2003              | 2003           | Sheppard et al.                 | Carme?   |  |
| XIX      | Megaclite‡     | /me.ga'kli.te/    |         | 15.0       | 5                           | ≈ 0.0065        | 23644600          | −752.86                 | 149.8         | 0.421          | 2000              | 2001           | Sheppard et al.                 | Pasiphae |  |
| XLVIII   | Cyllene‡       | /ki'le.ne/        |         | 16.3       | 2                           | ≈ 0.00042       | 23654700          | −751.97                 | 146.8         | 0.419          | 2003              | 2003           | Sheppard et al.                 | Pasiphae |  |
| K        | S/2016 J 4‡    |                   |         | 17.3       | ≈ 1                         | ≈ 0.000052      | 23664100          | −743.69                 | 146.3         | 0.199          | 2016              | 2023           | Sheppard                        | Pasiphae |  |
| IX       | Sinope‡        | /si'no.pe/        |         | 11.1       | 35                          | ≈ 2.2           | 23683900          | −758.85                 | 157.3         | 0.264          | 1914              | 1914           | Nicholson                       | Pasiphae |  |
| LIX      | S/2017 J 1‡    |                   |         | 16.6       | 2                           | ≈ 0.00042       | 23744800          | −756.41                 | 145.8         | 0.328          | 2017              | 2017           | Sheppard et al.                 | Pasiphae |  |
| XLI      | Aoede‡         | /a.o'e.de/        |         | 15.6       | 4                           | ≈ 0.0034        | 23778200          | −761.46                 | 155.7         | 0.436          | 2003              | 2003           | Sheppard et al.                 | Pasiphae |  |
| XXVIII   | Autonoe‡       | /a.u.to'no.e/     |         | 15.5       | 4                           | ≈ 0.0034        | 23792500          | −761.00                 | 150.8         | 0.330          | 2001              | 2002           | Sheppard et al.                 | Pasiphae |  |
| XVII     | Callirrhoe‡    | /ka.li'ro.e/      |         | 13.9       | 9.6                         | ≈ 0.046         | 23795500          | −758.86                 | 145.1         | 0.297          | 1999              | 2000           | Scotti et al.                   | Pasiphae |  |
| F        | S/2003 J 23‡   |                   |         | 16.6       | 2                           | ≈ 0.00042       | 23829300          | −760.00                 | 144.7         | 0.313          | 2003              | 2004           | Sheppard et al.                 | Pasiphae |  |
| XLIX     | Kore‡          | /'ko.re/          |         | 16.6       | 2                           | ≈ 0.00042       | 24205200          | −776.76                 | 141.5         | 0.328          | 2003              | 2003           | Sheppard et al.                 | Pasiphae |  |

## Explorare

Orbita și mișcarea sateliților galileeni în jurul lui Jupiter, așa cum sunt surprinși de JunoCam la bordul navei spațiale Juno.

Nouă nave spațiale l-au vizitat pe Jupiter. Primele au fost Pioneer 10 în 1973 și Pioneer 11 un an mai târziu, făcând imagini cu rezoluție scăzută ale celor patru sateliți galileeni și returnând date despre atmosferele și centurile lor de radiații.  Sondele Voyager 1 și Voyager 2 l-au vizitat pe Jupiter în 1979, descoperind activitatea vulcanică de pe Io și prezența gheții pe suprafața Europei. Ulysses a studiat în continuare magnetosfera lui Jupiter în 1992 și apoi din nou în 2000.
Sonda spațială Galileo a fost prima care a intrat pe orbita lui Jupiter, sosind în 1995 și studiindu-l până în 2003. În această perioadă, Galileo a strâns o cantitate mare de informații despre sistemul jovian, făcând zboruri apropiate pe lângă toți sateliții galileeni și găsind dovezi pentru atmosfere subțiri pe trei dintre ei, precum și posibilitatea de a exista apă lichidă sub suprafețele Europei, lui Ganymede și lui Callisto. De asemenea, a descoperit un câmp magnetic în jurul lui Ganymede.
Apoi, sonda Cassini către Saturn a zburat pe lângă Jupiter în 2000 și a colectat date despre interacțiunile Sateliților galileeni cu atmosfera extinsă a lui Jupiter. Nava spațială New Horizons a zburat pe lângă Jupiter în 2007 și a făcut măsurători îmbunătățite ale parametrilor orbitali ai sateliților săi.

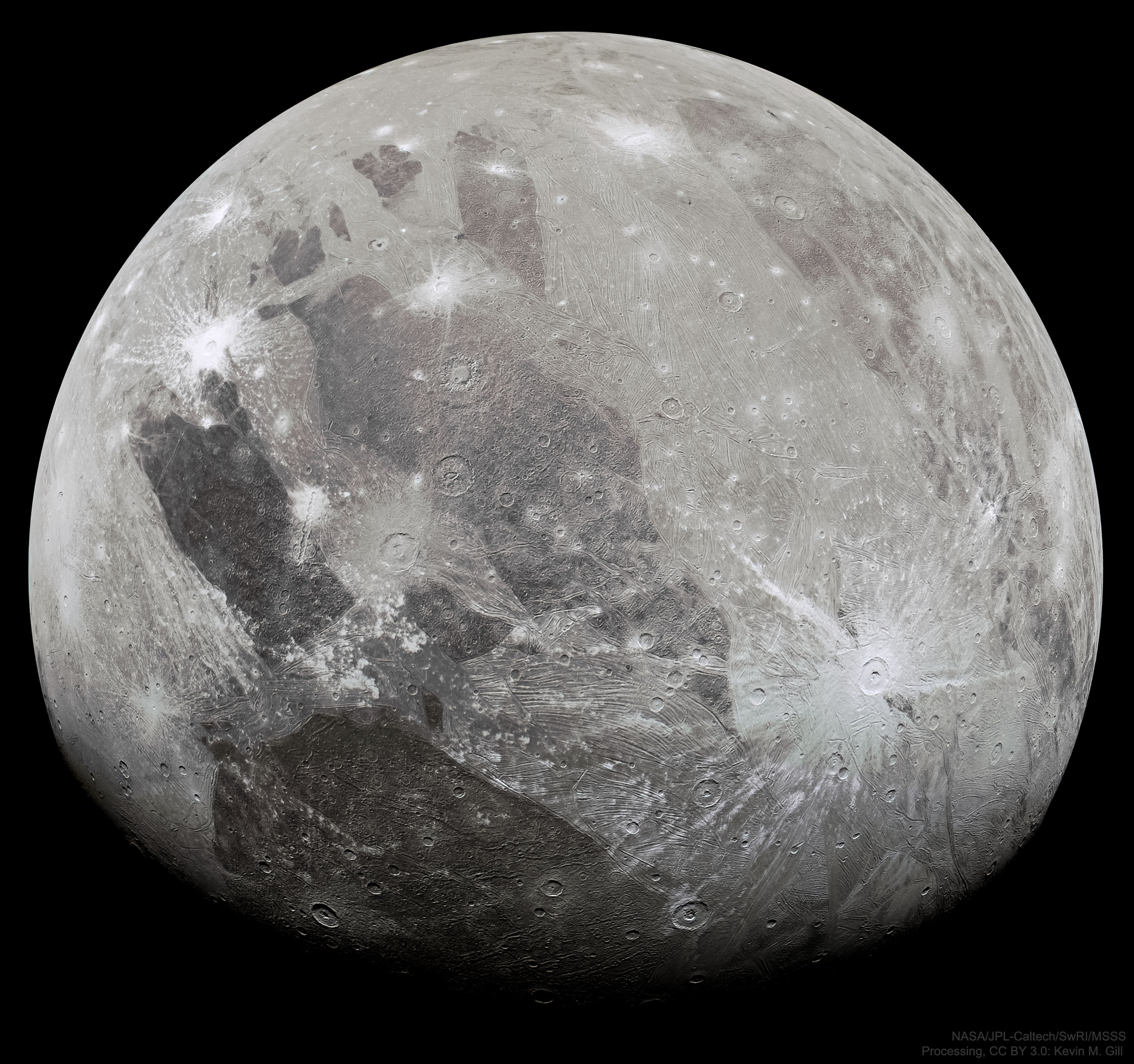
Ganymede fotografiat de Juno în timpul celui de-al 34-lea perijov.

În 2016, nava spațială Juno a fotografiat sateliții galileeni de deasupra planului lor orbital în timp ce se apropia de inserarea orbitală în jurul lui Jupiter, creând un videoclip al mișcării lor. 